# Ilhan Baran
Ilhan Baran (født 10. juli 1934 i Artvin, Tyrkiet, død 27. november 2016) var en tyrkisk komponist, bassist og lærer.
Baran studerede kontrabas og komposition på Det Statslige Musikonservatorium Hacettepe i Ankara hos Ahmed Adnan Saygun. Han forsatte sine kompositionsstudier på École Normale de Musique de Paris hos Henri Dutilleux og Maurice Ohana. Underviste efter sin hjemkomst fra Frankrig som lærer i komposition på Det Statslige Musikkonservatorium i Ankara (1964-2000). Han har skrevet orkesterværker, kammermusik, korværker, klaverstykker og elektronisk musik, sidstnævnte som han nok er mest kendt for.

## Udvalgte værker
- Modale Variationer (1980) - for orkester
- Transformationer (1975) - for cello, violin og klaver
- Applikationer vol. 1 & 2  (19?) - for kontrabas og klaver
- Eylül Sonu (Slutningen af september) (19?) - for blandet kor